# 伊達行朝
伊達行朝（1291年－1348年6月6日）是鎌倉時代後期至南北朝時代武將。父親是伊達基宗。本名行朝，後來改名為行宗（大槻文彦的『伊達行朝勤王事歷』）。作為南朝側的武將在各地轉戰。官位是從五位下左近將監、從四位下宮内大輔。

## 生平
在建武新政下跟隨以陸奧守的身份下向的北畠顯家，作為同國評定眾的一人參與奧羽行政的中樞。在建武2年（1334年）顯家為了追擊足利尊氏而西上時與奥羽諸將一同從軍。在延元元年（1336年）歸國。在出戰期間，北朝方的勢力變得強盛並威脅到多賀國府，於是把國府移到伊達氏勢力圈的靈山。延元2年（1337年），顯家惨敗的第2次西上亦有跟隨。在顯家死後以常陸伊佐郡的伊佐城為據點，但是被高師冬進攻而降伏。
精通和歌，在『風雅和歌集』等入集。在和歌集中的掲載名是藤原朝村。
還有在系譜中有許多矛盾之處。